# Discografia di Rose Villain
La discografia di Rose Villain, cantautrice e rapper italiana, è costituita da tre album in studio, trentasei singoli e trentacinque video musicali (inclusi quelli come artista ospite), pubblicati dal 2016.

## Album in studio
| Anno                                                         | Titolo | Classifiche | Classifiche | Certificazioni     | Unità           |
| Anno                                                         | Titolo | ITA         | SWI         | Certificazioni     | Unità           |
| ------------------------------------------------------------ | --- | ----------- | ----------- | ------------------ | --------------- |
| 2023                                                         | Radio Gotham - Pubblicato: 20 gennaio 2023 - Etichetta: Columbia, Arista - Formati: CD, LP, download digitale, streaming | 5           | —           | - ITA: Platino     | - ITA: 50 000+  |
| 2024                                                         | Radio Sakura - Pubblicato: 8 marzo 2024 - Etichetta: Warner Italy - Formati: CD, LP, download digitale, streaming        | 3           | 94          | - ITA: Platino (2) | - ITA: 100 000+ |
| 2025                                                         | Radio Vega - Pubblicato: 14 marzo 2025 - Etichetta: Warner Italy - Formati: CD, LP, download digitale, streaming         | 1           | 91          | - ITA: Oro         | - ITA: 25 000+  |
| "—" indica una pubblicazione non classificata in quel paese. | |             |             |                    |                 |

## Singoli

### Come artista principale
| Anno                                                         | Titolo                                                   | Classifiche | Classifiche | Certificazioni     | Unità           | Album di provenienza |
| Anno                                                         | Titolo                                                   | ITA         | SWI         | Certificazioni     | Unità           | Album di provenienza |
| ------------------------------------------------------------ | -------------------------------------------------------- | ----------- | ----------- | ------------------ | --------------- | -------------------- |
| 2016                                                         | Get the Fuck Out of My Pool                              | —           | —           |                    |                 | /                    |
| 2016                                                         | Geisha                                                   | —           | —           |                    |                 | /                    |
| 2017                                                         | Kitty Kitty                                              | —           | —           |                    |                 | /                    |
| 2017                                                         | Don't Call the Po-Po                                     | —           | —           |                    |                 | /                    |
| 2018                                                         | Funeral Party                                            | —           | —           |                    |                 | /                    |
| 2019                                                         | SWOOP!                                                   | —           | —           |                    |                 | /                    |
| 2019                                                         | Kanye Loves Kanye (con MDTN e Sixpm)                     | —           | —           |                    |                 | /                    |
| 2019                                                         | Sneakers                                                 | —           | —           |                    |                 | /                    |
| 2019                                                         | It's Snowing, Motherfucker                               | —           | —           |                    |                 | /                    |
| 2020                                                         | Bundy                                                    | —           | —           |                    |                 | /                    |
| 2020                                                         | Il diavolo piange                                        | —           | —           |                    |                 | /                    |
| 2020                                                         | Goodbye                                                  | —           | —           |                    |                 | /                    |
| 2021                                                         | Elvis (con Guè e Sixpm)                                  | 97          | —           | - ITA: Oro         | - ITA: 50 000+  | Radio Gotham         |
| 2021                                                         | Gangsta Love (feat. Rosa Chemical)                       | —           | —           |                    |                 | /                    |
| 2022                                                         | Piango sulla Lambo (con Guè)                             | 3           | —           | - ITA: Platino     | - ITA: 100 000+ | Guesus               |
| 2022                                                         | Michelle Pfeiffer (feat. Tony Effe)                      | 32          | —           | - ITA: Platino     | - ITA: 100 000+ | Radio Gotham         |
| 2022                                                         | Rari                                                     | —           | —           |                    |                 | Radio Gotham         |
| 2023                                                         | Lamette (feat. Salmo)                                    | 37          | —           | - ITA: Oro         | - ITA: 50 000+  | Radio Gotham         |
| 2023                                                         | Cartoni animati                                          | —           | —           |                    |                 | Radio Gotham         |
| 2023                                                         | Fragole (con Achille Lauro)                              | 7           | —           | - ITA: Platino (3) | - ITA: 300 000+ | /                    |
| 2023                                                         | Io, me ed altri guai                                     | 37          | —           | - ITA: Platino     | - ITA: 100 000+ | Radio Sakura         |
| 2024                                                         | Click boom!                                              | 8           | 96          | - ITA: Platino (3) | - ITA: 300 000+ | Radio Sakura         |
| 2024                                                         | Come un tuono (feat. Guè)                                | 1           | —           | - ITA: Platino (4) | - ITA: 400 000+ | Radio Sakura         |
| 2024                                                         | Ho fatto un sogno (con Tananai e Madame)                 | 17          | —           |                    |                 | /                    |
| 2024                                                         | My Love! (con Sixpm, Ernia e i SLF)                      | 87          | —           |                    |                 | /                    |
| 2024                                                         | Dammi un senso alla fine (con Sally Cruz e Mike Defunto) | —           | —           |                    |                 | /                    |
| 2025                                                         | Fuorilegge                                               | 6           | —           | - ITA: Platino     | - ITA: 200 000+ | Radio Vega           |
| 2025                                                         | Victoria's Secret (feat. Tony Effe)                      | 24          | —           |                    |                 | Radio Vega           |
| "—" indica una pubblicazione non classificata in quel paese. |                                                          |             |             |                    |                 |                      |

### Come artista ospite
| Anno                                                         | Titolo                                         | Classifiche | Certificazioni     | Unità           | Album di provenienza   |
| Anno                                                         | Titolo                                         | ITA         | Certificazioni     | Unità           | Album di provenienza   |
| ------------------------------------------------------------ | ---------------------------------------------- | ----------- | ------------------ | --------------- | ---------------------- |
| 2016                                                         | Don Medellín (Salmo feat. Rose Villain)        | 13          | - ITA: Platino     | - ITA: 50 000+  | Hellvisback            |
| 2020                                                         | Chico (Guè feat. Rose Villain e Luchè)         | 5           | - ITA: Platino (4) | - ITA: 400 000+ | Mr. Fini               |
| 2021                                                         | Soli (Giaime feat. Rose Villain)               | —           |                    |                 | Figlio maschio         |
| 2021                                                         | Eva+Eva (Annalisa feat. Rose Villain)          | —           | Nuda10             |                 |                        |
| 2021                                                         | Kandinsky (Don Joe feat. Ernia e Rose Villain) | —           | Milano soprano     |                 |                        |
| 2023                                                         | Blu (Yosh Wale feat. Rose Villain)             | —           | /                  |                 |                        |
| 2024                                                         | Mmh (Fred De Palma feat. Rose Villain)         | 34          | /                  |                 |                        |
| 2025                                                         | Oh mamma mia (Guè feat. Rose Villain)          | 1           | - ITA: Oro         | - ITA: 100 000+ | Tropico del Capricorno |
| "—" indica una pubblicazione non classificata in quel paese. |                                                |             |                    |                 |                        |

## Altri brani entrati in classifica e/o certificati
| Anno | Titolo                                                 | Classifiche | Certificazioni     | Unità           | Album di provenienza             |
| Anno | Titolo                                                 | ITA         | Certificazioni     | Unità           | Album di provenienza             |
| ---- | ------------------------------------------------------ | ----------- | ------------------ | --------------- | -------------------------------- |
| 2022 | M.S.O.M. (con Salmo, Jake La Furia e The Night Skinny) | 32          |                    |                 | Blocco 181 - Original Soundtrack |
| 2023 | Fantasmi (feat. Geolier)                               | 41          | - ITA: Platino (2) | - ITA: 200 000+ | Radio Gotham                     |
| 2023 | Due facce (feat. Tedua)                                | 47          | - ITA: Oro         | - ITA: 50 000+  | Radio Gotham                     |
| 2024 | Hattori Hanzo (feat. Madame)                           | 63          |                    |                 | Radio Sakura                     |
| 2024 | Stan (feat. Ernia)                                     | 36          |                    |                 | Radio Sakura                     |
| 2024 | Graffiti (feat. Bresh)                                 | 81          |                    |                 | Radio Sakura                     |
| 2024 | Brutti pensieri (feat. Thasup)                         | 93          |                    |                 | Radio Sakura                     |
| 2025 | Il bacio del serpente (feat. Guè)                      | 88          | Radio Vega         |                 |                                  |
| 2025 | No vabbè (feat. Lazza)                                 | 16          | Radio Vega         |                 |                                  |
| 2025 | Ancora (feat. Geolier)                                 | 29          | Radio Vega         |                 |                                  |

## Collaborazioni
| Anno                                                         | Titolo                                                                                    | Classifiche | Album di provenienza                                   |
| Anno                                                         | Titolo                                                                                    | ITA         | Album di provenienza                                   |
| ------------------------------------------------------------ | ----------------------------------------------------------------------------------------- | ----------- | ------------------------------------------------------ |
| 2021                                                         | Corona Love Story (Mondo Marcio feat. Rose Villain)                                       | —           | My Beautiful Bloody Break Up - Full Circle             |
| 2021                                                         | Psycho (Emis Killa feat. Rose Villain)                                                    | 89          | Keta Music Vol. 3                                      |
| 2022                                                         | Goodfellas (Fabri Fibra feat. Rose Villain)                                               | 14          | Caos                                                   |
| 2022                                                         | Au Revoir (Fred De Palma feat. Guè e Rose Villain)                                        | —           | PLC Tape 1                                             |
| 2022                                                         | Travesuras RMX (SLF feat. Rose Villain, MV Killa, Yung Snapp, Vale Lambo e Fred De Palma) | —           | We the Squad, Vol. 1 (Summer Edition)                  |
| 2022                                                         | Cell (Rondodasosa feat. Rose Villain e Ghali)                                             | 89          | Trenches Baby                                          |
| 2022                                                         | Canzoni tristi (Irama feat. Rose Villain)                                                 | —           | Il giorno in cui ho smesso di pensare (Deluxe Edition) |
| 2023                                                         | Rimpianti (Carl Brave feat. Rose Villain e Nayt)                                          | —           | Migrazione                                             |
| 2023                                                         | Hall of Fame (Artie 5ive e Rondodasosa feat. Rose Villain)                                | —           | Motivation 4 the Streetz                               |
| 2024                                                         | Flores y mentiras (Vale Lambo feat. Rose Villain e Don Pero)                              | —           | Lamborghini a via Marina                               |
| 2024                                                         | Balenciaga (Tony Effe feat. Rose Villain)                                                 | 34          | Icon                                                   |
| 2024                                                         | Non lo sai (La Sad feat. Rose Villain)                                                    | —           | Odio La Sad                                            |
| 2024                                                         | Killer (Finley feat. Rose Villain)                                                        | —           | Pogo Mixtape Vol. 1                                    |
| 2024                                                         | Tu ed io (Geolier feat. Rose Villain)                                                     | 6           | Dio lo sa - Atto II                                    |
| 2025                                                         | Money on My Mind (Jake La Furia feat. Rose Villain e Artie 5ive)                          | 23          | Fame                                                   |
| 2025                                                         | I miei occhi erano i tuoi (Chiello feat. Rose Villain)                                    | —           | Scarabocchi                                            |
| 2025                                                         | Un milione di mani (Luchè feat. Rose Villain)                                             | 29          | Il mio lato peggiore                                   |
| 2025                                                         | Fuori di me (Icy Subzero feat. Rose Villain)                                              | —           | Anno zero                                              |
| "—" indica una pubblicazione non classificata in quel paese. |                                                                                           |             |                                                        |

## Video musicali
| Anno | Titolo                      | Regista/i                                   |
| ---- | --------------------------- | ------------------------------------------- |
| 2016 | Get the Fuck Out of My Pool | Andrea "Sixpm" Ferrara e Andrea Traversa    |
| 2016 | Geisha                      | Mirko De Angelis                            |
| 2016 | Don Medellín                | YouNuts! (Antonio Usbergo e Niccolò Celaia) |
| 2017 | Kitty Kitty                 | Mirko De Angelis                            |
| 2017 | Don't Call the Po-Po        | Andrea "Sixpm" Ferrara                      |
| 2019 | Funeral Party               | RD Studios                                  |
| 2019 | SWOOP!                      | Tobias Lever                                |
| 2019 | Kanye Loves Kanye           | —                                           |
| 2019 | Sneakers                    | Rose Villain e Andrea "Sixpm" Ferrara       |
| 2019 | It's Snowing, Motherfucker  | Rose Villain e Andrea "Sixpm" Ferrara       |
| 2020 | Bundy                       | Rose Villain e Andrea "Sixpm" Ferrara       |
| 2020 | Il diavolo piange           | Joe Mischio                                 |
| 2020 | Goodbye                     | Rose Villain e Andrea "Sixpm" Ferrara       |
| 2020 | Chico                       | Damn Films                                  |
| 2021 | Soli                        | Simone Mariano                              |
| 2021 | Elvis                       | The Astronauts                              |
| 2021 | Eva+Eva                     | Simone Peluso                               |
| 2021 | Kandinsky                   | —                                           |
| 2021 | Gangsta Love                | Andrew De Luca ed Edoardo Novati            |
| 2022 | Piango sulla Lambo          | Giulio Rosati                               |
| 2022 | Michelle Pfeiffer           | Gianluca Dall'Argine                        |
| 2022 | Rari                        | Amedeo Zancanella                           |
| 2023 | Lamette                     | Amedeo Zancanella                           |
| 2023 | Cartoni animati             | Rose Villain                                |
| 2023 | Fragole                     | Leandro Emede                               |
| 2023 | Io, me ed altri guai        | Rose Villain e Gianluca Dall'Argine         |
| 2024 | Click boom!                 | Andrea Folino                               |
| 2024 | Come un tuono               | Amedeo Zancanella                           |
| 2024 | My Love!                    | Amedeo Zancanella                           |
| 2024 | Mmh                         | Marc Lucas                                  |
| 2024 | Oh mamma mia                | Marc Lucas e Igor Grbesic                   |
| 2025 | Fuorilegge                  | Attilio Cusani                              |
| 2025 | No vabbè                    | Andrea Folino                               |
| 2025 | WTF                         | Rose Villain                                |
| 2025 | Victoria's Secret           | Amedeo Zancanella                           |